# Saoluafata
Saoluafata ist ein Ort an der Nordküste von Upolu in Samoa. Der Ort gehört zum Wahlbezirk (electoral constituency, Faipule District) Anoamaa East (Itu Anoamaa) im Distrikt Atua.

## Geographie
Saoluafata liegt zusammen mit Falefa, Faleapuna und Lufilufi an einer Landzunge an der Nordküste von Upolu. Das Gebiet ist dicht besiedelt und vor der Küste schützen die Saoluafata Banks den Strand vor der Brandung.
Im Ort befindet sich eine Kirche der CCCS Saoluafata.
Nach Westen öffnet sich der Saluafata Harbour mit den Orten Salelesi und Fusi im Südwesten.